# Take One
Take One es el pre-álbum del artista estadounidense finalista de American Idol en su octava temporada, Adam Lambert. Fue lanzado el 17 de noviembre del 2009.

## Información
Lambert realizó unas canciones en 2005 para un estudio de grabación, pero tras su éxito en el programa tres años más tarde, esta colección de grabaciones salieron a la luz en un disco llamado Take One,  fue lanzado en el mismo mes que su álbum debut  For Your Entertainment.
El álbum Take One nunca ha sido promocionado por Adam Lambert.

## Lista de canciones
| N.º | Título             | Duración |  |
| 1.  | «Climb»            | 4:39     |  |
| 2.  | «December»         | 3:29     |  |
| 3.  | «Fields»           | 3:42     |  |
| 4.  | «Did You Need it»  | 5:09     |  |
| 5.  | «More Than»        | 3:16     |  |
| 6.  | «Wonderful»        | 4:19     |  |
| 7.  | «Castle Man»       | 5:04     |  |
| 8.  | «Hourglass»        | 4:49     |  |
| 9.  | «Light Falls Away» | 7:12     |  |
| 10. | «First Light»      | 2:39     |  |

## Sencillos
- 2009: December (promo)

## Posicionamiento
| Listas (2009)                         | Posición |
| ------------------------------------- | -------- |
| U.S. Billboard 200                    | 76       |
| U.S. Billboard Top Independent Albums | 6        |